# Kertasemaya (plaats)
Kertasemaya is een bestuurslaag in het regentschap Indramayu van de provincie West-Java, Indonesië. Kertasemaya telt 2989 inwoners (volkstelling 2010).